# (35535) 1998 FS77
1998 FS77 (asteroide 35535) é um asteroide da cintura principal. Possui uma excentricidade de 0.14641450 e uma inclinação de 8.03809º.
Este asteroide foi descoberto no dia 24 de março de 1998 por LINEAR em Socorro.